# Lucio Fulci
Lucio Fulci (17. července 1927, Řím - 13. března 1996, Řím) byl italský režisér, scenárista a herec.
Patří k nejvýznamnějším režisérům žánru giallo, jeho velmi brutální, mnohdy nicméně kultovní hororové filmy jako Zombi 2 (1979) nebo Brána do záhrobí (1981), mu vynesly titul „kmotr krváků“ (Godfather of Gore). Narodil se v přísně katolické rodině, v jeho názorech se mísí katolicismus (ke kterému se sám velmi hlásil) a marxismus (ke kterému reálně směřoval). Vystudoval medicínu, stal se ale filmovým kritikem. V sedmdesátých letech začal točit thrillery a gialla, velmi kontroverzní pro velkou brutalitu, ale také velmi úspěšné. Slávu mu získal film Non si sevizia un paperino (Muka neviňátek, 1972). Mezinárodního úspěchu dosáhl v roce 1979 velmi brutálním filmem Zombi 2, později pokračoval nadpřirozenými horory, které patří k tomu nejbrutálnějšímu a nejúspěšnějšímu, co bylo kdy v horrorovém žánru natočeno: Paura nella città dei morti viventi (Páter Thomas, 1980), …E tu vivrai nel terrore! L'aldilà (Brána do záhrobí, 1981), Quella villa accanto al cimitero (Dům u hřbitova, 1981), Gatto nero (Černá kočka, 1981), Lo squartatore di New York (Rozparovač z New Yorku, 1982).
Většina z filmů byla velmi úspěšná, ač jde o velmi brutální splattery, převážně ale mezi hororovými fanoušky, oficiální kritika jeho díla většinou ignorovala. Méně úspěšný byl Fulci v osmdesátých letech, kdy se kvůli osobním a zdravotním problémům soustředil na snadnější televizní produkci. Někdy je Fulci uváděn v souvislosti s jiným italským horrorovým režisérem, Dariem Argentem, jehož byl konkurentem a rivalem - až na sklonku Fulciho života spolu chtěli natočit film M.D.C. - Maschera di Cera (dokončeno 1997), Fulci ale před dokončením zemřel. Jeho filmy jsou velkým zdrojem inspirace pro Quentina Tarantina. Fulciho filmy jsou mezi hororovými fanoušky stále velmi populární, častý je například nápis na tričku: "Fulci lives!" (Fulci žije).